# Wachstedt
Wachstedt est une commune allemande située dans l'arrondissement d'Eichsfeld en Thuringe.

## Géographie

Situation de Wachstedt dans l'arrondissement

Wachstedt est située dans le sud-est de l'arrondissement, dans le Haut-Eichsfeld (Obereichsfeld) au nord-est des collines du Westerwald et du Parc naturel de Eichsfeld-Hainich-Werratal et sur la bordure occidentale du Bassin de Thuringe. La commune, sise en bordure de l'arrondissement d'Unstrut-Hainich, fait partie de la Communauté d'administration Westerwald-Obereichsfeld et se trouve à 15 km au sud-est de Heilbad Heiligenstadt, le chef-lieu de l'arrondissement.
Communes limitrophes (en commençant par le nord et dans le sens des aiguilles d'une montre) : Heuthen, Kefferhausen, Küllstedt, Effelder, Großbartloff, Schimberg, Bernterode et Heilbad Heiligenstadt.

## Histoire
La première mention écrite du village date de 1134 dans un document des seigneurs de Kirchberg.
Les comtes de Gleichen y construisent le château de Gleichenstein au XIe siècle, il est détruit au XIIIe siècle.
Wachstedt a appartenu à l'Électorat de Mayence de 1294 jusqu'en 1802 et à son incorporation à la province de Saxe dans le royaume de Prusse (cercle puis arrondissement de Mühlhausen).
La commune fut incluse dans la zone d'occupation soviétique après la Seconde Guerre mondiale avant de rejoindre le district d'Erfurt en RDA jusqu'en 1990.

## Démographie
| 1910 | 1933 | 1939 | 1995 | 2000 | 2005 | 2010 |
| ---- | ---- | ---- | ---- | ---- | ---- | ---- |
| 774  | 776  | 776  | 617  | 603  | 579  | 525  |